# El Salamanquino
Pour les articles homonymes, voir Casas et Guijo (homonymie).
Julián Casas del Guijo, dit « El Salamanquino », né à  Béjar (province de Salamanque) le 16 février 1818, mort à Béjar le 14 août 1882, était un matador espagnol.

## Présentation
Certains biographes le classent, à tort, dans les militaires, confondant le père, militaire de carrière et retiré à Salamanque, avec le fils qui était destiné à suivre des études supérieures à la faculté de médecine de Salamanque.
« El Salamanquino » est né dans une famille très aisée, sa mère était d'une famille de riches industriels. Orphelin de père à l'adolescence, « El Salamanquino » est poussé par sa mère à faire des études (elle l'inscrira d'ailleurs en pure perte à la faculté de médecine de Salamanque), mais Julián préfère courir dans les champs et suivre les ganaderos. Il manifeste déjà un goût prononcé pour le ruedo. En 1835, après une épidémie de choléra, la mère de Julián meurt, laissant l'adolescent libre de suivre un torero de second ordre : Pedro Mulas dit « El Frail ». En 1839, Julián est encore subalterne à Madrid dans un cartel, puis il participe à la cuadrilla de « Cúchares » et de « Leoncillo » (Juan León).
« El Salamanquino » prend l'alternative, sans cession de trastos, en 1847. Son parrain est Manuel Díaz Cantoral « El Lavi » et son témoin Pedro Sánchez « Noteveas ». Il s'engage ensuite aux côtés de Cúchares pour obtenir des contrats. Cúchares exploite d'ailleurs l'origine castillane d'« El Salamanquino » à un moment où le haut du pavé est tenu par des toreros andalous, s'attirant ainsi les faveurs des publics madrilène et castillan.

## Le style
« El Salamanquino » est alors très apprécié pour son honnêteté. On lui pardonne volontiers ses erreurs et son manque de dominio, car on apprécie son toreo athlétique.
Puis, peu à peu, il se débarrasse des règles établies et invente un toreo très personnel. En 1852, il connaît de nombreux succès, en particulier en Andalousie. Il triomphe également en Amérique latine, au Pérou pendant plus de dix ans. De retour en Espagne vers 1870, il met fin à sa carrière et se retire dans ses propriétés où il élève des taureaux.
On ne le reverra qu'une seule fois, en 1878, lors du mariage d'Alphonse XIII avec Mercedes d'Orléans, dans une corrida royale où le vieux matador de soixante ans ne parvient pas à estoquer. Pour qu'« El Salamanquino » ne perde pas la face, on fait rentrer la bête au toril et le vieux torero reçoit une ovation.

## Carrière
- Débuts dans la  cuadrilla de Cúchares et de Leoncillo  en 1839 à Madrid.
- Alternative à Madrid en 1847 ; parrain Manuel Díaz Lavi « El Lavi », témoin Pedro Sánchez « Noteveas ».